# Hip Hop chinês
O Hip hop chinês ( Chinês :中国嘻哈; pinyin : Zhōngguó xīhā ) também conhecido como C-Rap, é um subgênero da música chinesa. Surgiu lentamente no final dos anos 80, junto com o estabelecimento de Juliana Club em Pequim. O hip-hop é enorme na China. E, como em outras partes do mundo, certos aspectos da cultura hip-hop chegaram aos outdoors e paradas pop chinesas. Por um lado, o Hip-Hop chinês mantém a ideia de expressão como sua filosofia central. O desenvolvimento econômico sustentável, e a política de portas abertas na China, até certo ponto, criaram uma expansão da liberdade pessoal no contexto socioeconômico.